# Китаев, Алексей Юрьевич
Алексе́й Ю́рьевич Кита́ев (род. 26 августа 1963) — российский и американский физик, специалист в области квантовой физики. Кандидат физико-математических наук. Профессор Калифорнийского технологического института, член НАН США (2021). Член международного консультативного совета Российского квантового центра. Номинант Нобелевской премии по физике 2021 года.

## Биография
В 1986 году окончил факультет общей и прикладной физики Московского физико-технического института. В 1989 году после окончания аспирантуры защитил диссертацию на степень кандидата физико-математических наук на тему «Электронные свойства квазикристаллов». В 1989—1998 годах работал старшим научным сотрудником в Институте теоретической физики им. Л. Д. Ландау РАН. В 1999—2001 годах работал исследователем в Microsoft Research. C 2002 года — профессор Калифорнийского технологического института.

## Научные достижения
Во время работы в Институте теоретической физики им. Л. Д. Ландау РАН предложил и разработал ряд идей для квантовых вычислений: алгоритм оценки фазы кванта и концепцию топологического квантового компьютера в 1997 году. За эти исследования он получил Стипендию Мак-Артура (2008). Также он предложил класс сложности QMA и показал, что некоторые локальные Гамильтоновские проблемы являются QMA-полными. В 2012 году получил Премию по фундаментальной физике.
Номинант Нобелевской премии в области физики 2021 года. 

## Общественная позиция
В марте 2022 подписал открытое письмо лауреатов Премии по фундаментальной физике с осуждением вторжения России на Украину.

## Награды и отличия
- Стипендия Мак-Артура (2008).
- Премия по фундаментальной физике (2012)
- Медаль Дирака (2015)
- Премия Оливера Бакли (2017).

## Книги
- Китаев А., Шень А., Вялый М. Классические и квантовые вычисления. Архивная копия от 2 октября 2016 на Wayback Machine — М.: МЦНМО, 1999. — 192 с.